# Tavşanlı Şehir Stadı
Das Tavşanlı Şehir Stadı (im Volksmund auch Ada Stadı genannt) ist ein Fußballstadion in der türkischen Stadt Tavşanlı, Provinz Kütahya. Es ist die Heimspielstätte des Fußballvereins TKİ Tavşanlı Linyitspor. Die Anlage wurde 2008 von der Türkiye Futbol Federasyonu renoviert und ausgebaut, daher spielte der Club vorübergehend im Dumlupınar Stadyumu. Es bietet 4972 Plätze.